# Bergen Ishockeyklubb
 Bergen Ishockeyklubb är en norsk ishockeyklubb från Bergen som grundades den 12 december 1980. Laget spelar säsongen 2019/2020 i Norges 
tredje högsta division 2. divisjon , och har varit i UPC-ligaen sista gången var 2005. 
Klubben spelar sina hemmamatcher i Bergenshallen «Badekaret» med en Kapacitet på 3 000 åskådare.